# Rita Pinci
Rita Pinci, all'anagrafe Mariarita Pinci (Cave, 8 giugno 1956), è una giornalista italiana.

## Biografia
Laureata in sociologia, ha iniziato la sua attività di giornalista come corrispondente de Il Messaggero, dove ha lavorato per oltre venti anni. Su nomina di Pietro Calabrese, ne è stata redattore-capo centrale e successivamente vicedirettore, prima donna italiana a rivestire questi ruoli in un grande quotidiano nazionale d'informazione. In seguito, è stata vicedirettore del portale web di Rcs-Hdp, ha diretto il magazine Specchio de La Stampa, è stata vicedirettore dei settimanali Panorama e Chi. Ha lavorato all'Huffington Post Italia e collaborato come autore alla trasmissione In mezz'ora, in onda la domenica su Rai 3. 
Nel 1999 ha ricevuto il Premio Simpatia. 
Nel 2011 è tra gli autori del libro collettivo “Il Potere in Italia” (Ed. Marsilio 2011).
Nel 2006 è stata insignita del Premio Fondazione Bellisario.
Attualmente lavora per TV2000. Dal 30 aprile 2019 è la coordinatrice del nuovo Comitato di direzione di "Donne Chiesa Mondo", il mensile femminile dell'Osservatore Romano.